# タウファタフィアイバハ優
タウファ タフィアイバハ優（タウファ タフィアイバハゆう Taufa Tafiaibahayu、1982年4月10日 - ）は、トンガ出身のラグビー選手。日本国籍を取得しており、実兄は日本代表で近鉄ライナーズに所属するタウファ統悦。

## プロフィール
- ポジションはウィング(WTB)。
- 身長 183cm、体重 100kg
- 旧名タフィア・タウファ。

## 略歴
日本大学卒業後、2006年に近鉄ライナーズへ加入。6シーズンプレーした。
2012年、豊田自動織機シャトルズに加入。1シーズンプレーした。
2013年、釜石シーウェイブスに加入。3シーズンプレーした。